# Forbach
Forbach es una ciudad de Francia ubicada en el departamento de Mosela (Lorena) a 15 km de Sarrebruck (Alemania) y 120 km de Estrasburgo.

## Demografía[1]
| 1 539 | 1 769 | 1 881 | 3 110 | 4 288 | 4 428 | ABS. | ABS. | ABS. | 4 860 | 5 691 | 5 411 | 6 173 | 7 114 | 7 839 | 9 575 | 7 867 | 8 208 | 8 628 | 9 704 | 10 514 | 11 569 | 11 491 | 12 167 | 9 599 | 21 591 | 21 704 | 23 120 | 25 244 | 27 187 | 27 076 | 22 807 | 22 400 | 21 801 |
| Para los censos de 1962 a 1999 la población legal corresponde a la población sin duplicidades (Fuente: INSEE [Consultar]) |       |       |       |       |       |      |      |      |       |       |       |       |       |       |       |       |       |       |       |        |        |        |        |       |        |        |        |        |        |        |        |        |        |

## Historia

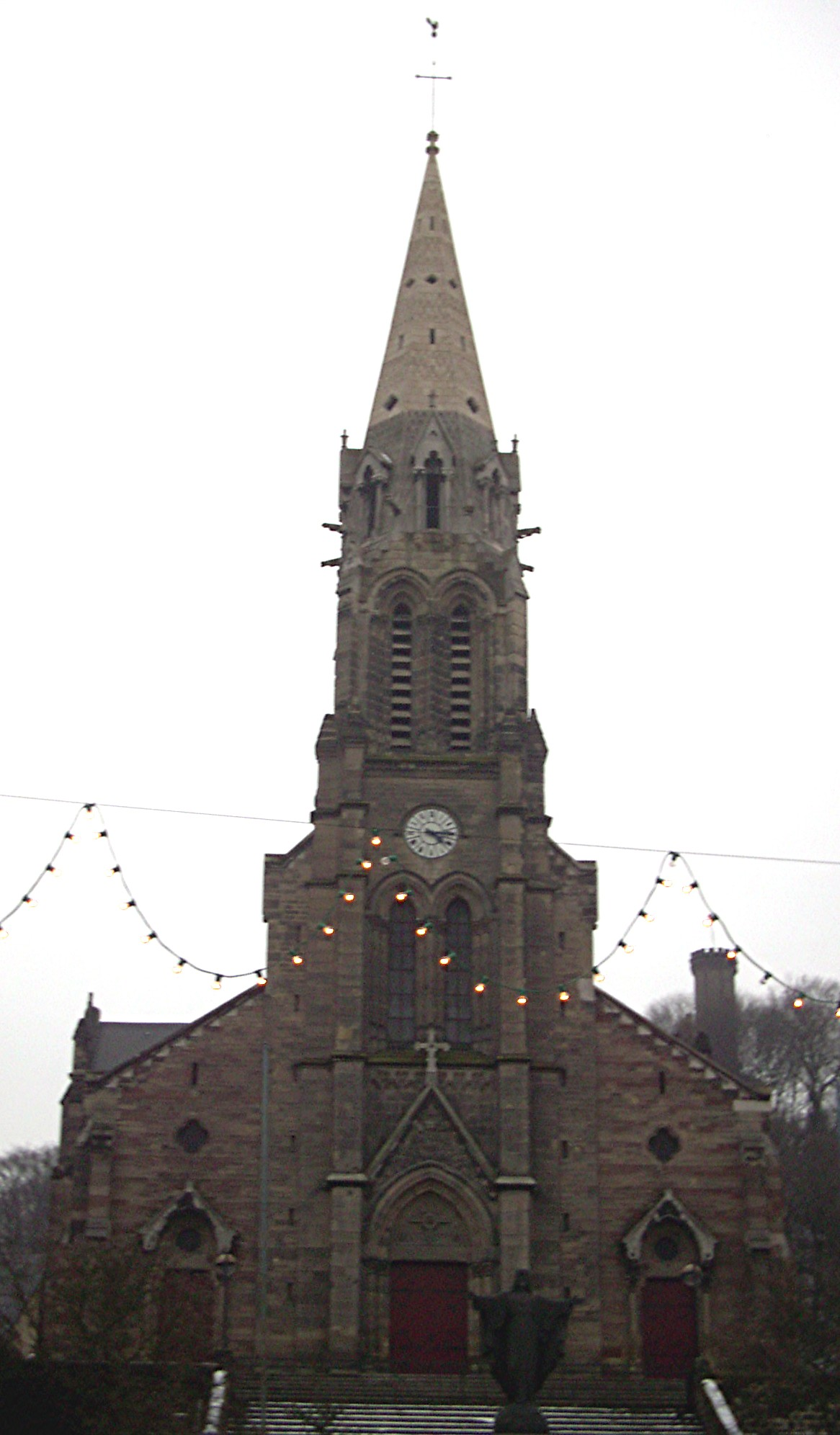
Iglesia de la ciudad.

Durante la guerra de los Treinta Años, Forbach fue escenario de enfrentamientos armados.
El castillo de Schlossberg y la muralla que lo protegía fueron desmantelados en 1635 por orden de Richelieu.
En 1739 nace en esta ciudad el General Jean Nicolas Houchard, figura destacada de la Revolución francesa y el Primer Imperio francés.
La línea de tren entre Metz y Forbach se inaugura en 1851 y al año siguiente se inaugura la de Sarrebruck.
A partir de mediados del siglo XIX tres familias influyentes dominan la vida política, económica y social. Estas familias son los De Wendel, los Couturier y los Adt.
Tras la batalla de Spicheren en el marco de la guerra franco-prusiana en 1870, Forbach es anexionada a Imperio alemán, del que formará parte hasta el final de la Primera Guerra Mundial.
Durante buena parte de la Segunda Guerra Mundial, Adolf Hitler anexionó la región de Mosela a la Alemania nazi.

## Personajes Célebres
- Patricia Kaas, cantante. Representó a Francia en el Festival de Eurovisión de 2009, obteniendo una octava posición.
- Christian Bauer, gran maestro internacional de ajedrez y campeón de Francia.

## Economía
Durante la mayor parte del siglo XX la región constituyó uno importante polo de la explotación minera en el continente. Sin embargo las huellas de la guerra sumadas a la mala gestión dejaron la región rezagada en cuanto a su desarrollo económico, por lo que Forbach recibe subvenciones del gobierno central y la Unión Europea.